# Enric Huguet Muixí
Enric Huguet Muixí (Barcelona, 1928- ?,2024) fou un cartellista i dissenyador català. Fou responsable d'alguns dels cartells més interessants de la dècada dels cinquanta al seixanta. Va ser llavors quan a Catalunya es començaven a seguir les línies gràfiques de països com França o Suïssa, que s'adequaven a les noves formes de comunicació amb la il·lustració i el cartellisme.
Forma part de la generació de pioners del disseny gràfic català junt amb Domenech, Pedragosa, Pla-Narbona, Vellvé, Baqués, Moradell o Ricard Giralt-Miracle, entre d'altres.

## Biografia
Es va formar a l'Escola Oficial d'Arts Aplicades (Llotja) de Barcelona per entrar posteriorment a treballar a l'estudi de disseny comercial de Publicitat Vila. També treballaria al costat de Josep Queralt fins que el 1955 va establir el seu propi estudi. A partir dels anys 60 va començar com a professor de l'Escola Massana, on impartia classes de plàstica publicitària, entre els anys 1963 i 1993.
«Un dissenyador gràfic, és un poeta i un lingüista de les imatges visuals del món. La poesia aporta emoció i calor al missatge. La lògica del lingüista introdueix claredat a través de la correcta articulació del missatge. En tota obra hi ha d'haver emoció, sentiment i claredat.»
Va aprendre tècniques de gravat a l'àcid sobre vidre i vidriera artística juntament amb Luis Gargallo.
Entre 1952 i 1955, va realitzar col·laboracions amb Arpón en la publicitat i Hervi amb l'aparadorisme.
No va ser fins al 1955, que va obrir el seu propi estudi, fins a aquell moment, havia estat treballant durant els anys 1946 i 1951 a l'estudi
de disseny comercial de Publicitat Vila.
El 1957, va fundar l'estudi Gràfic Glosa juntament amb J.M. i E. Boada, el qual es dedicava bàsicament a la publicitat farmacèutica
El 1958, comença a estudiar un curs d'estètica a la Facultat de Belles arts de Barcelona.
El 1961, Enric Huguet, juntament amb Josep Baqués, Joan Pedragosa, Amand Domènech, Ernest Moradell, Angel Grañena, Francesc Graus i Roca, Sebastián Rey Padilla, Eudald Serrasola, Eudald Humà, Antoni Morillas, Pere Creus i Tomàs Vellvé, van fundar l'ADG – FAD (Associació de dissenyadors gràfics del Foment de les Arts Decoratives.)
Aquest grup, es va encarregar de promocionar la seva manera d'entendre el disseny gràfic des d'una besant més comercial.
El 1964, rep el primer encàrrec per al Saló Nàutic, així començant una sèrie de 14 cartells per al Saló Nàutic, que durarà fins a l'edició del 1981.
El 1966, dissenya el trofeu “Contamos Contigo”.
El 1967, és admès com a membre en l'agrupació selectiva AGI (Alliance Graphique Internationale) i és en aquest moment, quan es
consolida la seva presència en el camp de la imatge corporativa, així començant amb la creació dels logotips de les Autopistes C.E.S.A.
El 1968, se l'hi atorga el títol oficial de Tècnic Publicitari.
El 1971, realitza la imatge corporativa dels cèlebres productes dietètics Santiveri, així també treballant en els anys posteriors (1972 - 1978) per empreses com Aigües de Barcelona, Roca Radiadores, Autopistes C.E.S.A, Diputació de Barcelona, Feria de Muestras, etc.
Entre 1978 i 1980, il·lustra sis llibres de caràcter infantil per a Parramón Edicions.
Els seus articles, s'han publicat a revistes com Gebrauchsgraphik, Graphik, Who's who of Europeans Designers, Idea, Novum, Visual, etc.
Les seves obres están exposades al Museu d'Art modern de Barcelona, al Museu de Pescia (Italia), a la Galería de la Biblioteca del Congrés de Washington, al Museu del Cartell de Varsòvia i al Museu de Berlin entre d'altres.

## Obra
La seva obra mostra una gran simplicitat i claredat conceptual, dedicada sobretot a la publicitat d'esdeveniments culturals, com la Fira del Llibre o el Saló Nàutic; i on també destaca, com diu Daniel Giralt-Miracle, "el (seu) domini de l'aquarel·la i la racionalització geomètrica".
El seu grafisme, és implificat i ben construït, eaquest, ludeix complexitats visuals per tal d'assolir en les formes planes i el contrast cromàtic una força comunicativa especial.
El 2011 l'artista va fer una donació de 33 peces al Gabinet de les Arts Gràfiques, que depèn del Disseny Hub Barcelona.
Dins de la seva producció cartellista, destaca la comunicació farmacèutica que va realitzar per a diferents laboratoris com ara la seva sèrie d'il·lustracions per a «Calcium Sandoz Forte» de Laboratoris Uriach, pel qual va rebre el premi Laus el 1973.

### Cartells
1. Fira de mostres de Barcelona (1957) 98,2 x 67,7 cm.
2. Juegos Florales (1957) 47,1 x 34,1 cm.
3. La Cruz Roja se da (1959) 99,6 x 61,7 cm.
4. 11ª Feria del libro antiguo y moderno (1962) 50 x 35 cm.
5. Pavillon of Spain, New York World's Fair (1964 - 1965) Un primer original de 20,5 x 30,5 cm. Més tard també es va imprimir a 74,5 x 109,5 cm.
6. II Saló Nàutic (1963) 99,8 x 61,8 cm.
7. III saló Nàutic (1964) 100 x 62,5 cm.
8. El deporte en las Bellas Artes (1964) 68,5 x 48,2 cm.
9. Mujer, el deporte aumenta tu belleza (1965) 45,4 x 60,1 cm.
10. Janio Martí (1966) 68 x 47,6 cm. N'hi ha dues versions, en dos colors i dos formats.
11. VI Saló Nàutic (1967) 69 x 44 cm.
12. Festes de la Mercè (1967) 99 x 70 cm.
13. Pigmalió (representación teatral al Teatre Romea) (1968) 48,2 x 28,5 cm.
14. VIII Saló Nàutic (1969) 69,5 x 43 cm.
15. Regale Libros (1970) 63,4 x 37,5 cm.
16. 20 Fira del Llibre d'Ocasió (1971) 49,3 x 34,1 cm.
17. 48 Dia del ahorro (1972) 49,7 x 33,8 cm.
18. Curs internacional d'hidrologia (1972) 62 x 43,5 cm. Se n'ha repetit el mateix disseny durant les 39 edicions següents, només canviant els colors.
19. XI Saló Nàutic (1972) 67 x 46,5 cm.
20. 49 Día del ahorro (1973) 49,8 x 34 cm.
21. XII Saló Nàutic (1973) 98 x 68 cm.
22. XIII Salón Náutico Internacional y del deporte(1974) 34 x 24 cm i una altra de 98 x 68 cm.
23. XIV Saló Nàutic i de l'esport (1975) 97 x 67,5 cm.
24. XV Saló Nàutic i de l'esport (1976) 98 x 68 cm.
25. Catalunya t'espera (1976) 98 x 68 cm.
26. Pretérito imperfecto (1977) 67,5 x 49 cm. Aquest mateix cartell, també es va utilitzar com a coberta per al llibre que representava.
27. 17 Saló Nàutic de l'esport (1978) 98,7 x 68 cm.
28. Caravaning 80 (1979) 47,7 x 69 cm.
29. 18 Salon Nautico Internacional (1979) 33,9 x 23,9 cm.
30. Tiempo de cónclaves (1979) 67,5 x 48,8 cm.
31. 19 Saló Nàutic (1980) 95,3 x 68,5 cm.
32. Musée Olimpique de Lausanne (1999) 128,2 x 89,5 cm.
33. Santa Llúcia (Gelida) (2004) 34 x 29,3 cm.[6]

## Premis i reconeixements
- 1956 - Premi d'Aquarel·la de la Diputació de Tarragona (Biennal de Montblanc).
- 1959 - Premi d'Aquarel·la de l'Ajuntament de Barcelona.
- 1962 - Premi Delta pel seu cartell de la Fira del Llibre.
- 1973 - Premi Laus per la seva sèrie d'il·lustracions per a «Calcium Sandoz Forte» de Laboratoris Uriach
- 2013 - Premi Nacional d'Innovació i Disseny, menció especial en la modalitat professionals.[7]
- 2014 - Menció d'honor del Premi Nacional de Disseny.